# Arc-lès-Gray
Arc-lès-Gray là một xã thuộc tỉnh Haute-Saône trong vùng Bourgogne-Franche-Comté phía đông nước Pháp.